# Вільяр-де-Рена
Вільяр-де-Рена (ісп. Villar de Rena) — муніципалітет в Іспанії, у складі автономної спільноти Естремадура, у провінції Бадахос. Населення — 1455 осіб (2010).
Муніципалітет розташований на відстані близько 230 км на південний захід від Мадрида, 100 км на схід від Бадахоса.
На території муніципалітету розташовані такі населені пункти: (дані про населення за 2010 рік)
- Паласуело: 516 осіб
- Пуебла-де-Алькольярін: 420 осіб
- Вільяр-де-Рена: 519 осіб

## Демографія
Динаміка населення (INE ):

## Галерея зображень

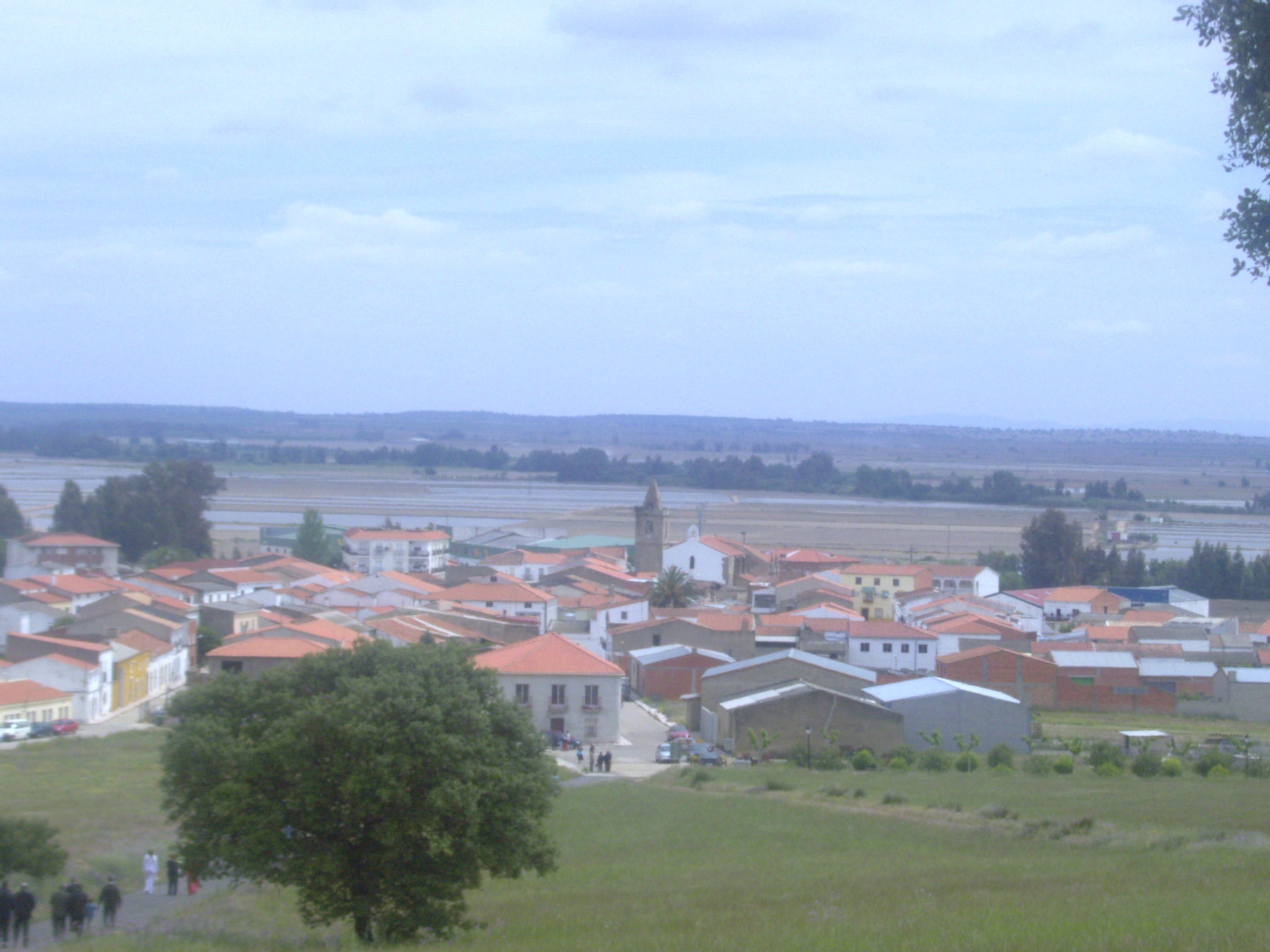
Вільяр-де-Рена